# Acalypha contermina
Acalypha contermina är en törelväxtart som beskrevs av Johannes Müller Argoviensis. Acalypha contermina ingår i släktet akalyfor, och familjen törelväxter. Inga underarter finns listade i Catalogue of Life.